# Toine Hezemans

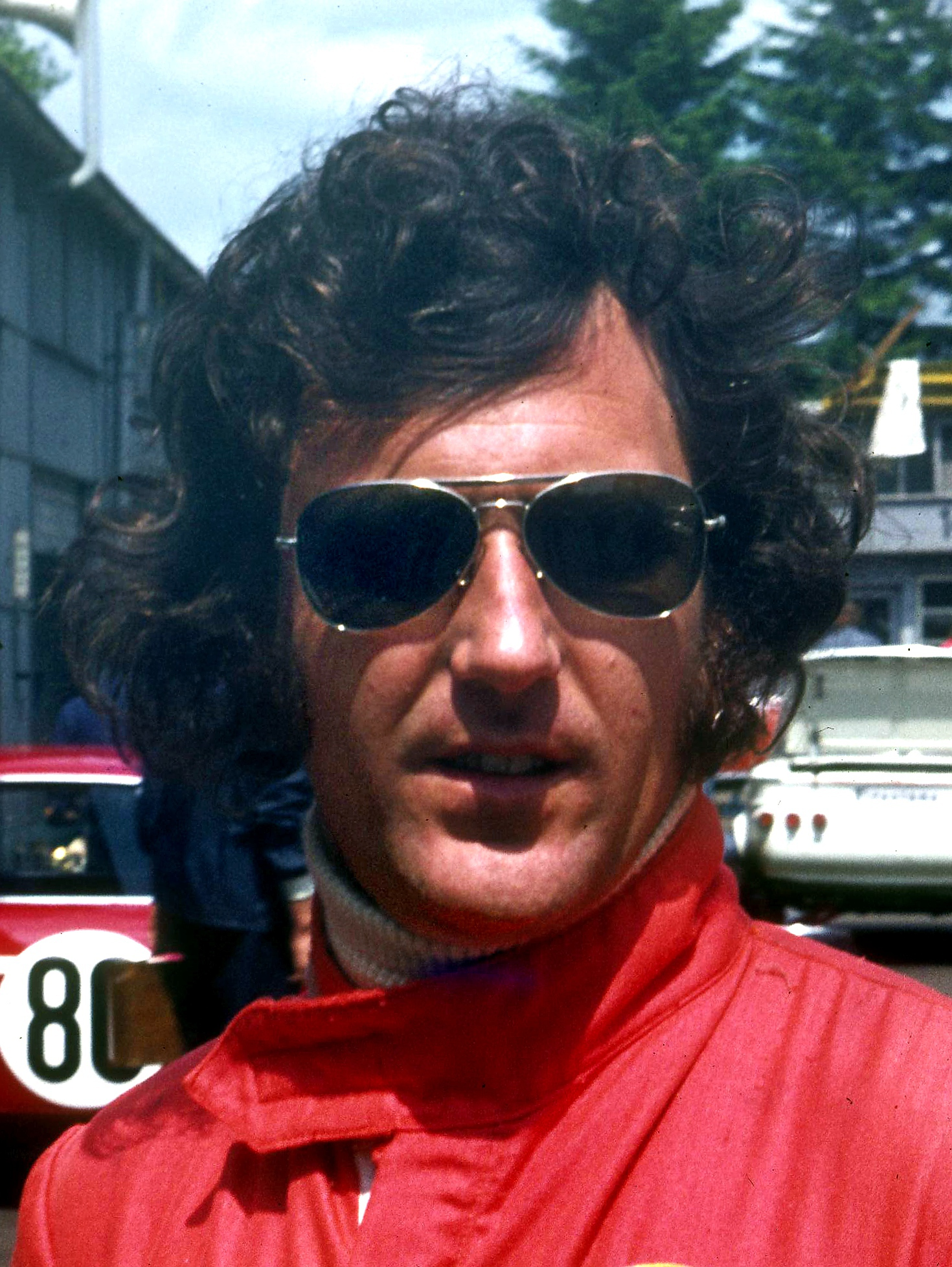
Toine Hezemans 1972

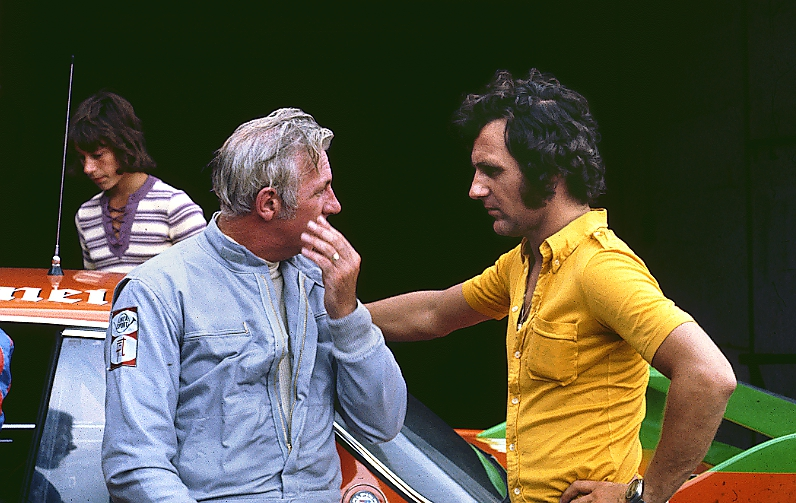
Toine Hezemans (rechts) und Brian Muir 1973 auf dem Nürburgring

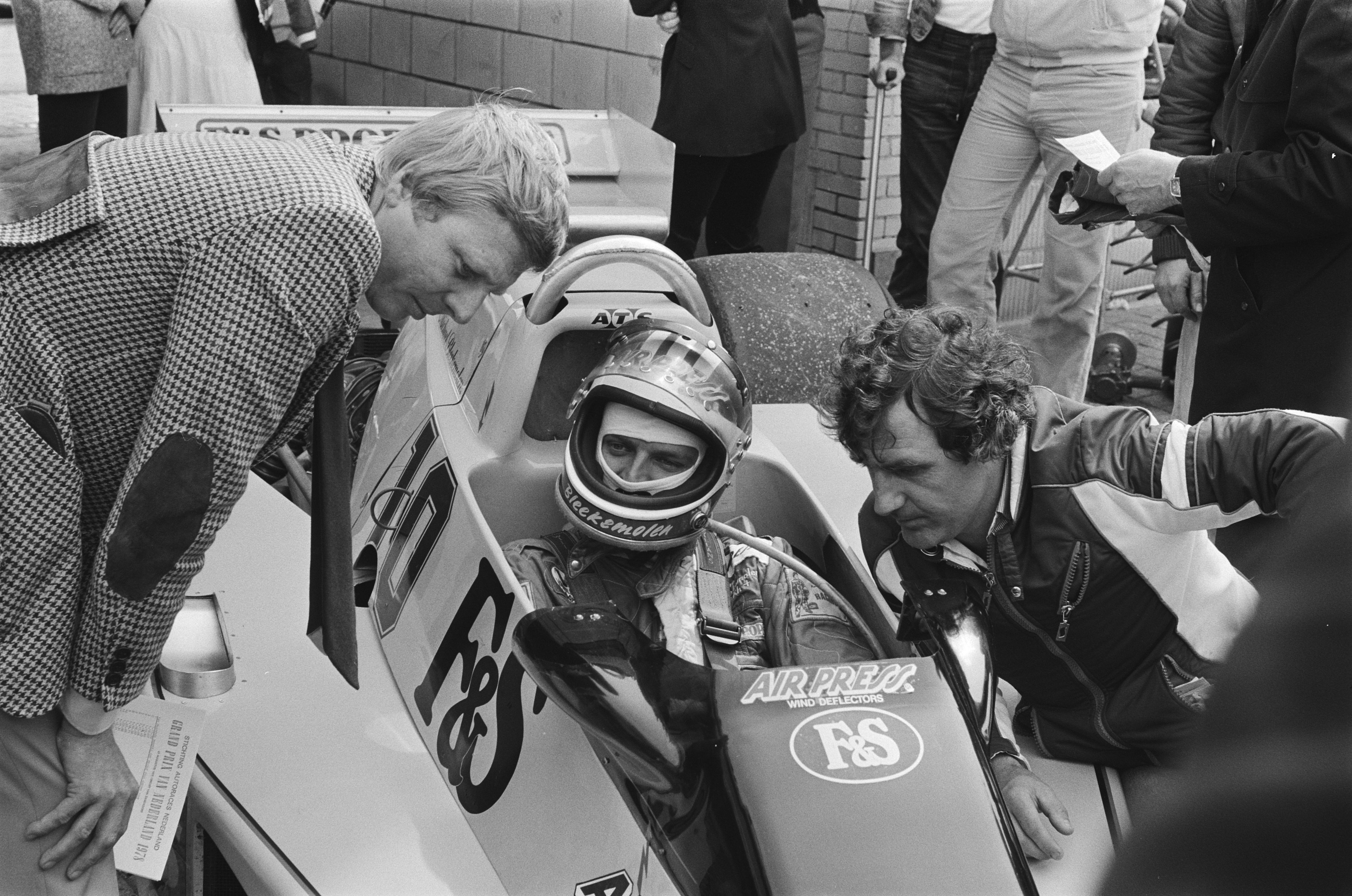
Mit seinen Landsmännern Gijs van Lennep (links) und Michael Bleekemolen (im Auto) beim Großen Preis der Niederlande 1978

Antoine Emile „Toine“ Hezemans (* 15. April 1943 in Eindhoven) ist ein ehemaliger niederländischer Automobilrennfahrer.

## Karriere im Motorsport
Toine Hezemans ist einer der drei im internationalen Motorsport bekannten Hezemans. Schon sein Vater Mathieu war Rennfahrer und unter anderem 1956 mit seinem Landsmann Carel Godin de Beaufort beim 24-Stunden-Rennen von Le Mans am Start. Toines Söhne Mike und Loris Hezemans sind ebenfalls Rennfahrer. Neben den Andrettis Mario, Michael und Marco, sind die Hezemans die zweite Familie, deren Großvater, Vater und Sohn beim Langstreckenrennen von Le Mans am Start waren.
Toine Hezemans war in erster Linie Touren- und Sportwagenrennfahrer, als der er in den 1960er- und 1970er-Jahren große Erfolge feierte. Seinen ersten internationalen Sieg erreichte er 1967 beim Großen Preis von Hockenheim, einem GT-Rennen, das zur Sportwagen-Weltmeisterschaft zählte. 1970 wurde er Werksfahrer bei Alfa Romeo und ging für die italienische Werksmannschaft in der Tourenwagen-Europameisterschaft an den Start. Mit vier Saisonsiegen sicherte er sich Ende der Saison die Gesamtwertung der Fahrermeisterschaft, einen Erfolg, den er 1973 als Werksfahrer von BMW wiederholen konnte. In die Zeit als Alfa-Romeo-Werksfahrer fällt auch sein erster großer Erfolg als Sportwagenpilot. 1971 gewann er gemeinsam mit Nino Vaccarella die Targa Florio. Zweimal, 1977 und 1978, siegte er beim 1000-km-Rennen auf dem Nürburgring und 1978 außerdem beim 24-Stunden-Rennen von Daytona und dem 6-Stunden-Rennen von Watkins Glen. 
In Deutschland wurde er in den 1970er-Jahren als erfolgreicher Starter in der Deutschen Rennsportmeisterschaft bekannt und populär. Professionell fuhr Hezemans bis zum Ablauf der Saison 1979 Autorennen, dann trat er zurück.
Weniger bekannt ist der einmalige Versuch von Toine Hezemans aus dem Jahr 1970 zwischen Weihnachten und Neujahr, ein Rennen ausschließlich für VW Käfer zu veranstalten. Das sogenannte „Crazy Race“ war zwar ein Erfolg und bei den Zuschauern wegen des Spektakels sehr beliebt, fand aber angesichts der Sicherheitsmängel nur ein einziges Mal in Holland statt.

## Carsport Holland
1997 gründete er mit Carsport Holland ein eigenes Rennteam, das bis 2007 im GT-Sport aktiv war.

## Unternehmer
Schon während seiner Rennkarriere war Hezemans als Diamantenhändler tätig. Vermögend wurde er nach der Rennfahrerei als Immobilienhändler. Sein Unternehmen besitzt Hotels, Büro- und Appartementhäuser.

## Statistik

### Le-Mans-Ergebnisse
| Jahr | Team                 | Fahrzeug                | Teamkollege     | Teamkollege      | Teamkollege     | Platzierung             | Ausfallgrund |
| ---- | -------------------- | ----------------------- | --------------- | ---------------- | --------------- | ----------------------- | ------------ |
| 1970 | Autodelta SpA        | Alfa Romeo Tipo 33      | Masten Gregory  |                  |                 | Ausfall                 | Feuer        |
| 1973 | BMW Motorsport       | BMW 3.0 CSL             | Dieter Quester  |                  |                 | Rang 11 und Klassensieg |              |
| 1975 | Gelo Racing Team     | Porsche 911 Carrera RSR | Gijs van Lennep | John Fitzpatrick | Manfred Schurti | Rang 5 und Klassensieg  |              |
| 1976 | Gelo Racing Team     | Porsche 934             | Tim Schenken    |                  |                 | Rang 16                 |              |
| 1977 | Gelo Racing Team     | Porsche 935             | Tim Schenken    | Hans Heyer       |                 | Ausfall                 | Benzinpumpe  |
| 1978 | Weisberg Gelo Racing | Porsche 935/77          | Klaus Ludwig    | John Fitzpatrick |                 | Ausfall                 | Zylinderkopf |

### Sebring-Ergebnisse
| Jahr | Team             | Fahrzeug            | Teamkollege     | Platzierung | Ausfallgrund |
| ---- | ---------------- | ------------------- | --------------- | ----------- | ------------ |
| 1970 | Autodelta S.P.A. | Alfa Romeo T33/3    | Masten Gregory  | Rang 3      |              |
| 1971 | Autodelta S.p.a. | Alfa Romeo T33/3    | Nino Vaccarella | Ausfall     | Benzinsystem |
| 1972 | Autodelta S.p.a. | Alfa Romeo T33/TT/3 | Nino Vaccarella | Rang 3      |              |

### Einzelergebnisse in der Sportwagen-Weltmeisterschaft
| Saison | Team                            | Rennwagen                                           | 1   | 2   | 3   | 4   | 5   | 6   | 7   | 8   | 9   | 10  | 11  | 12  | 13  | 14  | 15  | 16  | 17  |
| ------ | ------------------------------- | --------------------------------------------------- | --- | --- | --- | --- | --- | --- | --- | --- | --- | --- | --- | --- | --- | --- | --- | --- | --- |
| 1967   | Abarth                          | Abarth 1300 OT                                      | DAY | SEB | MON | SPA | TAR | NÜR | LEM | HOK | MUG | BRH | CCE | ZEL | OVI | NÜR |     |     |     |
| 1967   | Abarth                          | Abarth 1300 OT                                      |     |     |     |     |     |     |     | 1   | 11  |     |     |     | 13  |     |     |     |     |
| 1969   | S.R.T. Holland                  | Abarth 2000S                                        | DAY | SEB | BRH | MON | TAR | SPA | NÜR | LEM | WAT | ZEL |     |     |     |     |     |     |     |
| 1969   | S.R.T. Holland                  | Abarth 2000S                                        | 23  |     |     |     |     |     |     |     |     |     |     |     |     |     |     |     |     |
| 1970   | Autodelta                       | Alfa Romeo Tipo 33                                  | DAY | SEB | BRH | MON | TAR | SPA | NÜR | LEM | WAT | ZEL |     |     |     |     |     |     |     |
| 1970   | Autodelta                       | Alfa Romeo Tipo 33                                  |     | 3   |     | 18  | DNF |     |     | DNF |     | DNF |     |     |     |     |     |     |     |
| 1971   | Autodelta                       | Alfa Romeo Tipo 33                                  | BUA | DAY | SEB | BRH | MON | SPA | TAR | NÜR | LEM | ZEL | WAT |     |     |     |     |     |     |
| 1971   | Autodelta                       | Alfa Romeo Tipo 33                                  |     |     | DNF | 16  | 4   |     | 1   | 5   |     | 2   |     |     |     |     |     |     |     |
| 1972   | Autodelta Osella Dieter Quester | Alfa Romeo Tipo 33 Abarth-Osella SE-021 Chevron B21 | BUA | DAY | SEB | BRH | MON | SPA | TAR | NÜR | LEM | ZEL | WAT |     |     |     |     |     |     |
| 1972   | Autodelta Osella Dieter Quester | Alfa Romeo Tipo 33 Abarth-Osella SE-021 Chevron B21 | DNF |     | 3   | DNF |     |     | 3   |     |     | 5   |     |     |     |     |     |     |     |
| 1973   | BMW                             | BMW 3.0 CSL                                         | DAY | VAL | DIJ | MON | SPA | TAR | NÜR | LEM | ZEL | WAT |     |     |     |     |     |     |     |
| 1973   | BMW                             | BMW 3.0 CSL                                         |     |     |     |     |     |     | 9   | 11  |     |     |     |     |     |     |     |     |     |
| 1974   | Ford Deutschland Gelo Racing    | Ford Capri Porsche Carrera RSR                      | MON | SPA | NÜR | IMO | LEM | ZEL | WAT | LEC | BRH | KYA |     |     |     |     |     |     |     |
| 1974   | Ford Deutschland Gelo Racing    | Ford Capri Porsche Carrera RSR                      |     |     | 11  |     |     |     |     |     | 11  | 5   |     |     |     |     |     |     |     |
| 1975   | Gelo Racing                     | Porsche Carrera RSR                                 | DAY | MUG | DIJ | MON | SPA | PER | NÜR | ZEL | WAT |     |     |     |     |     |     |     |     |
| 1975   | Gelo Racing                     | Porsche Carrera RSR                                 |     | 9   | 5   | 6   | 9   |     | 9   |     |     |     |     |     |     |     |     |     |     |
| 1976   | Gelo Racing Egon Evertz         | Porsche 934                                         | MUG | VAL | NÜR | MON | SIL | IMO | NÜR | ZEL | PER | WAT | MOS | DIJ | DIJ | SAL |     |     |     |
| 1976   | Gelo Racing Egon Evertz         | Porsche 934                                         | DNF |     | 2   |     |     |     | 2   |     |     | 2   |     |     |     |     |     |     |     |
| 1977   | Gelo Racing                     | Porsche 935                                         | DAY | MUG | DIJ | MON | SIL | NÜR | VAL | PER | WAT | EST | LEC | MOS | IMO | SAL | BRH | HOK | VAL |
| 1977   | Gelo Racing                     | Porsche 935                                         |     |     |     |     | 3   | 1   |     |     |     |     |     |     |     |     |     |     | 11  |
| 1978   | Brumos Porsche Gelo Racing      | Porsche 935                                         | DAY | SEB | MUG | TAL | DIJ | SIL | NÜR | LEM | MIS | DAY | WAT | VAL | ROD |     |     |     |     |
| 1978   | Brumos Porsche Gelo Racing      | Porsche 935                                         | 1   |     | 1   |     | 2   | 16  | 1   | DNF | DNF |     | 1   | 2   |     |     |     |     |     |